# Lissapterus
Lissapterus es un género de coleóptero de la familia Lucanidae.

## Distribución geográfica
Las especies de este género son:
- Lissapterus darlingtoni
- Lissapterus grammicus
- Lissapterus howittanus
- Lissapterus notestinei
- Lissapterus obesus
- Lissapterus ogivus
- Lissapterus pelorides
- Lissapterus tetrops